# 大西洋大道車站 (BMT卡納西線)
大西洋大道車站（英語：Atlantic Avenue station）是紐約地鐵BMT卡納西線的一個地鐵站，位於布魯克林東紐約大西洋及斯尼狄克大道交界，設有L線（任何時候停站）列車服務。

## 歷史
大西洋大道在1889年7月4日開放了BMT福爾頓街線的部分，1906年12月28日開放了BMT卡納西線部分。1916年重建，並在2002至2004年間重新配置。此站是其中一個雙重合約建築保存得最好的例子，包括木製品和鐵製品都是完整的。閘機區已經現代化，加入了新照明，以及較高和圓形的窗戶。車站直接位於長島鐵路東紐約車站正上方，同時是大西洋大道正中央。

## 雙重合約重建

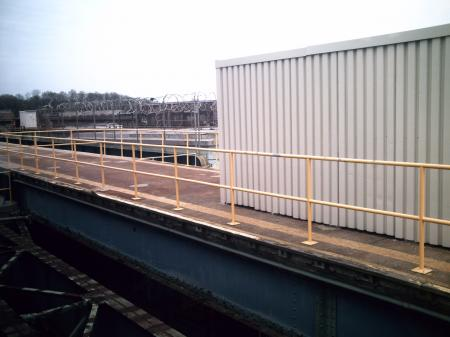
雙重合約時期東面未使用的月台

| 4 月台層 | 北行     | 福爾頓街線（直通至牙買加線）                      |
| 4 月台層 | 島式月台 |                                                   |
| 4 月台層 | 北行     | 卡納西線                                          |
| 4 月台層 | 北行     | 福爾頓街線                                        |
| 4 月台層 | 島式月台 |                                                   |
| 4 月台層 | 雙方向   | 福爾頓街線（尖峰方向）                            |
| 4 月台層 | 南行     | 福爾頓街線 · 卡納西及福爾頓街線（直通自牙買加線） |
| 4 月台層 | 島式月台 |                                                   |
| 4 月台層 | 南行     | 卡納西線                                          |
| 3        | -        | 夾層                                              |
| 2        | -        | 大西洋大道道路                                    |
| G        | 街道層   | 出入口                                            |
| B1       | -        | 長島鐵路東紐約車站                                |

1916年雙重合約下此站進行了重建和重新配置，設有三個島式月台和六條軌道。兩個西側的島式月台與典型的四軌快車地鐵站類似，另一個島式月台位於東面一個街區的斯尼狄克大道上方。軌道和月台由西至東依次為南行卡納西線軌道、島式月台、南行福爾頓街高架鐵路軌道、雙方向福爾頓街快車高架鐵路軌道、島式月台、北行福爾頓街高架鐵路軌道、北行卡納西線軌道、島式月台、北行福爾頓街高架鐵路往牙買加線軌道。南行福爾頓街高架鐵路軌道亦可作為由牙買加線開往卡納西線的列車使用。車站仍然服務福爾頓街高架鐵路和卡納西線時即為此配置。福爾頓街高架鐵路西面下一站是曼哈頓交匯。東面下一站是東公園道，後來是欣斯代爾街。

## 現時配置
| P 月台層                 |                                    |                    |
| 道床                     | 無服務                             |                    |
| 島式月台，不使用，儲物用 |                                    |                    |
| 道床                     | 無服務                             |                    |
| 北行                     | 往第八大道（百老匯交匯（卡納西）） |                    |
| 島式月台，左側開門       |                                    |                    |
| 南行                     | 往卡納西-洛克威公園道（蘇特大道）  |                    |
| M                        | 夾層                               | 閘機、車站詢問處   |
| 2                        | -                                  | 大西洋大道道路     |
| G                        | 街道層                             | 出入口             |
| B1                       | -                                  | 長島鐵路東紐約車站 |

1956年福爾頓街高架鐵路的剩餘部分拆除後，卡納西線繼續使用最西端的軌道和南行月台，以及東面第二條軌道和北行月台（斯尼狄克大道上方）。最東端軌道被拆除，留下五條軌道閒置。
最西端月台是目前唯一營運的月台，兩條軌道都在使用中。過去福耎頓街高架鐵路南行軌道現時成為了北行軌道，並在2003年與現存卡納西線北面的蘇特大道車站。連接卡納西線北行到此軌道將移除斯尼狄克大道上方的大彎道。三個月台的中心仍在，但變成了儲物區。最東端的月台在2003年9月關閉，絕大部分都被拆除，只有少量殘留。與該月台相連的其他結構，包括福爾頓街高架鐵路的殘餘，以及斯尼狄克大道上方高架鐵路的部分在2003年9月至2004年2月間全部拆除。
此站以北有一條單線軌道向東北分岔前往東紐約車廠，兩條軌道前往百老匯交匯車站，另外兩條連接到牙買加線。後兩者自從1968年起就不用於營運。
此站在2015至2016年間翻新。

## 外部連結
- nycsubway.org—BMT Canarsie Line: Atlantic Avenue
- Station Reporter — L Train
- The Subway Nut — Atlantic Avenue Pictures （页面存档备份，存于）
- Atlantic Avenue entrance from Google Maps Street View
- Williams Place and Atlantic Avenue exit only stairs from Google Maps Street View （页面存档备份，存于）
- Platforms from Google Maps Street View